# Liste des sessions du Conseil de la Société des Nations
Cette page présente la liste des sessions du Conseil de la Société des Nations, conformément au Journal Officiel de la Société des Nations.
| Session         | Lieu                   | Durée                                                                           | Présidence             | Représentant                                                                          | Procès-verbal                       |
| --------------- | ---------------------- | ------------------------------------------------------------------------------- | ---------------------- | ------------------------------------------------------------------------------------- | ----------------------------------- |
| I               | Paris                  | 16 janvier 1920                                                                 | France                 | Léon Bourgeois                                                                        | J.O.                                |
| II              | Londres                | 11 au 13 février 1920                                                           | Empire britannique     | Arthur James Balfour                                                                  | J.O.                                |
| III             | Paris                  | 13 mars 1920                                                                    | France                 | Léon Bourgeois                                                                        | J.O.                                |
| IV              | Paris                  | 9 au 11 avril 1920                                                              | France                 | Léon Bourgeois                                                                        | J.O.                                |
| V               | Rome                   | 14 au 19 mai 1920                                                               | Royaume d'Italie       | Tommaso Tittoni                                                                       | J.O.                                |
| VI              | Londres                | 14 au 16 juin 1920                                                              | Empire britannique     | George Curzon                                                                         | J.O.                                |
| VII             | Londres                | 9 au 12 juillet 1920                                                            | Empire britannique     | Arthur James Balfour                                                                  | J.O.                                |
| VIII            | San Sebastián          | 30 juillet au 5 août 1920                                                       | Espagne                | José María Quiñones de León                                                           | J.O.                                |
| IX              | Paris                  | 16 au 20 septembre 1920                                                         | France                 | Léon Bourgeois                                                                        | J.O.                                |
| X               | Bruxelles              | 20 au 28 octobre 1920                                                           | Belgique               | Paul Hymans                                                                           | J.O.                                |
| XI              |                        |                                                                                 |                        |                                                                                       |                                     |
| XII             |                        |                                                                                 |                        |                                                                                       |                                     |
| XIII            | Genève                 | 17 au 28 juin 1921                                                              | Japon                  | Ishii Kikujirō                                                                        | J.O.                                |
| XIV             | Genève                 | 30 août au 3 septembre 1921 (1) 12 septembre au 12 octobre 1921 (2)             | République de Chine    | Wellington Koo                                                                        | J.O. (1) J.O. (2)                   |
| XV              | Paris                  | 16 au 19 novembre 1921                                                          | Belgique               | Paul Hymans suppléé lors des trois premières séances par Edmond de Gaiffier d'Hestroy | J.O.                                |
| XVI             |                        |                                                                                 |                        |                                                                                       |                                     |
| XVII            |                        |                                                                                 |                        |                                                                                       |                                     |
| XVIII           |                        |                                                                                 |                        |                                                                                       |                                     |
| XIX             |                        |                                                                                 |                        |                                                                                       |                                     |
| XX              |                        |                                                                                 |                        |                                                                                       |                                     |
| XXI             |                        |                                                                                 |                        |                                                                                       |                                     |
| XXII            | Genève                 | 31 août au 4 octobre 1922                                                       | Brésil                 | Domício da Gama                                                                       | J.O.                                |
| XXIII           | Paris                  | 29 janvier au 3 février 1923                                                    | France                 | René Viviani                                                                          | J.O.                                |
| XXIV            | Genève                 | 17 au 23 avril 1923                                                             | Empire britannique     | Edward Wood                                                                           | J.O.                                |
| XXV             | Genève                 | 2 au 7 juillet 1923                                                             | Royaume d'Italie       | Antonio Salandra                                                                      | J.O.                                |
| XXVI            | Genève                 | 31 août au 29 septembre 1923                                                    | Japon                  | Ishii Kikujirō                                                                        | J.O.                                |
| XXVII           | Paris                  | 10 au 20 décembre 1923                                                          | Suède                  | Hjalmar Branting                                                                      | J.O.                                |
| XXVIII          | Genève                 | 10 au 15 mars 1924                                                              | Uruguay                | Alberto Guani                                                                         | J.O.                                |
| XXIX            | Genève                 | 11 au 17 juin 1924                                                              | Tchécoslovaquie        | Eduard Beneš                                                                          | J.O.                                |
| XXX             | Genève                 | 29 août au 3 octobre 1924                                                       | Belgique               | Paul Hymans                                                                           | J.O.                                |
| XXXI (extr.)    | Bruxelles              | 27 au 31 octobre 1924                                                           | Belgique               | Paul Hymans                                                                           | J.O.                                |
| XXXII           | Rome                   | 8 au 13 décembre 1924                                                           | Brésil                 | Afrânio de Melo Franco                                                                | J.O.                                |
| XXXIII          | Genève                 | 9 au 14 mars 1925                                                               | Empire britannique     | Austen Chamberlain                                                                    | J.O.                                |
| XXXIV           | Genève                 | 8 au 11 juin 1925                                                               | Espagne                | José María Quiñones de León                                                           | J.O.                                |
| XXXV            | Genève                 | 2 au 28 septembre 1925                                                          | France                 | Paul Painlevé                                                                         | J.O.                                |
| XXXVI (extr.)   | Paris                  | 26 au 30 octobre 1925                                                           | France                 | Aristide Briand                                                                       | J.O.                                |
| XXXVII          | Genève                 | 7 au 16 décembre 1925                                                           | Royaume d'Italie       | Vittorio Scialoja                                                                     | J.O.                                |
| XXXVIII (extr.) | Genève                 | 12 février 1926                                                                 | Royaume d'Italie       | Carlo Garbasso                                                                        | J.O.                                |
| XXXIX           | Genève                 | 8 au 18 mars 1926                                                               | Japon                  | Ishii Kikujirō                                                                        | J.O.                                |
| XL              | Genève                 | 7 au 10 juin 1926                                                               | Uruguay                | Alberto Guani                                                                         | J.O.                                |
| XLI             | Genève                 | 2 au 7 septembre 1926                                                           | Tchécoslovaquie        | Eduard Beneš                                                                          | J.O.                                |
| XLII            | Genève                 | 16 au 20 septembre 1926                                                         | Tchécoslovaquie        | Eduard Beneš                                                                          | J.O.                                |
| XLIII           | Genève                 | 6 au 11 décembre 1926                                                           | Belgique               | Émile Vandervelde                                                                     | J.O.                                |
| XLIV            | Genève                 | 7 au 12 mars 1927                                                               | Allemagne              | Gustav Stresemann                                                                     | J.O.                                |
| XLV             | Genève                 | 13 au 17 juin 1927                                                              | Empire britannique     | Austen Chamberlain                                                                    | J.O.                                |
| XLVI            | Genève                 | 1 au 15 septembre 1927                                                          | Chili                  | Enrique Villegas Echiburú                                                             | J.O.                                |
| XLVII           | Genève                 | 17 au 28 septembre 1927                                                         | Chili                  | Enrique Villegas Echiburú                                                             | J.O.                                |
| XLVIII          | Genève                 | 5 au 12 décembre 1927                                                           | République de Chine    | Tcheng-Loh                                                                            | J.O.                                |
| XLIX            | Genève                 | 5 au 10 mars 1928                                                               | Colombie               | Francisco José Urrutia Olano                                                          | J.O.                                |
| L               | Genève                 | 4 au 9 juin 1928                                                                | Cuba                   | Arístides de Agüero y Betancourt                                                      | J.O.                                |
| LI              | Genève                 | 30 août au 8 septembre 1928                                                     | Finlande               | Hjalmar J. Procopé                                                                    | J.O.                                |
| LII             | Genève                 | 12 au 26 septembre 1928                                                         | Finlande               | Hjalmar J. Procopé                                                                    | J.O.                                |
| LIII            | Lugano                 | 10 au 15 décembre 1928                                                          | France                 | Aristide Briand                                                                       | J.O.                                |
| LIV             | Genève                 | 4 au 9 mars 1929                                                                | Royaume d'Italie       | Vittorio Scialoja                                                                     | J.O.                                |
| LV              | Madrid                 | 10 au 15 juin 1929                                                              | Japon                  | Mineichirō Adachi                                                                     | J.O.                                |
| LVI             | Genève                 | 30 août au 6 septembre 1929                                                     | Iran                   | Mohammad Ali Khan Foroughi                                                            | J.O.                                |
| LVII            | Genève                 | 13 au 25 septembre 1929                                                         | Iran                   | Mohammad Ali Khan Foroughi                                                            | J.O.                                |
| LVIII           | Genève                 | 13 au 16 janvier 1930                                                           | Pologne                | August Zaleski                                                                        | J.O.                                |
| LIX             | Genève                 | 12 au 15 mai 1930                                                               | Royaume de Yougoslavie | Vojislav Marinković                                                                   | J.O.                                |
| LX              | Genève                 | 8 au 12 septembre 1930                                                          | Venezuela              | César Zumeta                                                                          | J.O.                                |
| LXI             | Genève                 | 17 septembre au 3 octobre 1930                                                  | Venezuela              | César Zumeta                                                                          | J.O.                                |
| LXII            | Genève                 | 19 au 24 janvier 1931                                                           | Empire britannique     | Arthur Henderson                                                                      | J.O.                                |
| LXIII           | Genève                 | 18 au 23 mai 1931                                                               | Allemagne              | Julius Curtius                                                                        | J.O.                                |
| LXIV            | Genève                 | 1 au 14 septembre 1931                                                          | Espagne                | Alejandro Lerroux                                                                     | J.O.                                |
| LXV             | Genève Paris           | 19 septembre au 10 décembre 1931                                                | Espagne                | Alejandro Lerroux                                                                     | J.O.                                |
| LXVI            | Genève                 | 25 janvier au 20 février 1932 (1+2) 29 février 1932 (3) 12 au 15 avril 1932 (4) | France                 | Joseph Paul-Boncour André Tardieu                                                     | J.O. (1) J.O. (2) J.O. (3) J.O. (4) |
| LXVII           | Genève                 | 9 mai au 15 juillet 1932                                                        | Guatemala              | José Matos Pacheco                                                                    | J.O.                                |
| LXVIII          | Genève                 | 23 septembre au 3 octobre 1932                                                  | Irlande                | Éamon de Valera                                                                       | J.O.                                |
| LXIX            | Genève                 | 3 octobre au 19 décembre 1932                                                   | Irlande                | Éamon de Valera Joseph Connolly Seán Lester                                           | J.O. (1) J.O. (2)                   |
| LXX             | Genève                 | 24 janvier au 3 février 1933                                                    | Royaume d'Italie       | Pompeo Aloisi                                                                         | J.O.                                |
| LXXI (extr.)    | Genève                 | 21 février au 18 mars 1933                                                      | Royaume d'Italie       | Pompeo Aloisi                                                                         | J.O. (1) J.O. (2)                   |
| LXXII (extr.)   | Genève                 | 15 au 20 mai 1933                                                               | Royaume d'Italie       | Eduardo Piola Caselli                                                                 | J.O.                                |
| LXXIII          | Genève                 | 22 mai au 6 juin 1933                                                           | Mexique                | Francisco Castillo Nájera                                                             | J.O. (1) J.O. (2)                   |
| LXXIV (extr.)   | Genève                 | 3 juillet 1933                                                                  | Mexique                | Francisco Castillo Nájera                                                             | J.O. (1) J.O. (2)                   |
| LXXV (extr.)    | Genève                 | 3 août 1933                                                                     | Mexique                | Francisco Castillo Nájera                                                             | J.O.                                |
| LXXVI           | Genève                 | 22 au 29 septembre 1933                                                         | Norvège                | Johan Ludwig Mowinckel                                                                | J.O. (1) J.O. (2)                   |
| LXXVII          | Genève                 | 4 au 26 octobre 1933                                                            | Panama                 | Raoul A. Amador                                                                       | J.O. (1) J.O. (2)                   |
| LXXVIII         | Genève                 | 15 au 20 janvier 1934                                                           | Pologne                | Józef Beck                                                                            | J.O. (1) J.O. (2)                   |
| LXXIX           | Genève                 | 14 au 19 mai 1934                                                               | Portugal               | Augusto de Vasconcelos                                                                | J.O. (1) J.O. (2) J.O. (3)          |
| LXXX (extr.)    | Genève                 | 30 mai au 7 juin 1934                                                           | Portugal               | Augusto de Vasconcelos                                                                | J.O. (1) J.O. (2)                   |
| LXXXI           | Genève                 | 7 au 15 septembre 1934                                                          | Tchécoslovaquie        | Eduard Beneš                                                                          | J.O. (1) J.O. (2)                   |
| LXXXII          | Genève                 | 19 au 28 septembre                                                              | Tchécoslovaquie        | Eduard Beneš                                                                          | J.O. (1) J.O. (2)                   |
| LXXXIII (extr.) | Genève                 | 5 au 11 décembre 1934                                                           | Tchécoslovaquie        | Eduard Beneš                                                                          | J.O.                                |
| LXXXIV          | Genève                 | 11 au 21 janvier 1935                                                           | Turquie                | Tevfik Rüştü Aras                                                                     | J.O.                                |
| LXXXV (extr.)   | Genève                 | 15 au 17 avril 1935                                                             | Turquie                | Tevfik Rüştü Aras                                                                     | J.O.                                |
| LXXXVI          | Genève                 | 20 au 25 mai 1935                                                               | Union soviétique       | Maxime Litvinov                                                                       | J.O.                                |
| LXXXVII (extr.) | Genève                 | 31 juillet et 3 août 1935                                                       | Union soviétique       | Maxime Litvinov                                                                       | J.O.                                |
| LXXXVIII        | Genève                 | 4 au 13 septembre 1935                                                          | Argentine              | Enrique Ruiz Guiñazú                                                                  | J.O.                                |
| LXXXIX          | Genève                 | 17 septembre au 7 octobre 1935 (1) 18 au 19 décembre 1935 (2)                   | Argentine              | Enrique Ruiz Guiñazú                                                                  | J.O.                                |
| XC              | Genève                 | 20 au 24 janvier 1936                                                           | Australie              | Stanley Melbourne Bruce                                                               | J.O.                                |
| XCI (extr.)     | Londres (1) Genève (2) | 14 au 24 mars 1936 (1) 20 avril 1936 (2)                                        | Australie              | Stanley Melbourne Bruce                                                               | J.O. (1) J.O. (2)                   |
| XCII            | Genève                 | 11 au 13 mai (1) 26 juin au 4 juillet 1936 (2)                                  | Royaume-Uni            | Anthony Eden                                                                          | J.O. (1) J.O. (2)                   |
| XCIII           | Genève                 | 18 au 26 septembre 1936                                                         | Chili                  | Manuel Rivas Vicuña Luis Del Porto Seguro Ovalle                                      | J.O. (1)                            |
| XCIV            | Genève                 | 2 au 10 octobre 1936                                                            | Chili                  | Manuel Rivas Vicuña Luis Del Porto Seguro Ovalle                                      | J.O.                                |
| XCV (extr.)     | Genève                 | 10 au 16 décembre 1936                                                          | Chili                  | Agustin Edwards                                                                       | J.O.                                |
| XCVI            | Genève                 | 21 au 27 janvier 1937                                                           | République de Chine    | Wellington Koo                                                                        | J.O.                                |
| XCVII           | Genève                 | 24 au 29 mai 1937                                                               | Équateur               | Antonio Quevedo Moscoso                                                               | J.O.                                |
| XCVIII          | Genève                 | 10 au 16 septembre 1937                                                         | Espagne                | Juan Negrín                                                                           | J.O.                                |
| XCIX            | Genève                 | 29 septembre au 5 octobre 1937                                                  | France                 | Yvon Delbos Joseph Paul-Boncour                                                       | J.O.                                |
| C               | Genève                 | 26 janvier au 2 février 1938                                                    | Iran                   | Mostafa Adle                                                                          | J.O.                                |
| CI              | Genève                 | 9 au 14 mai 1938                                                                | Lettonie               | Vilhelms Munters                                                                      | J.O.                                |
| CII             | Genève                 | 9 au 19 septembre 1938                                                          | Nouvelle-Zélande       | William Joseph Jordan                                                                 | J.O.                                |
| CIII            | Genève                 | 26 au 30 septembre 1938                                                         | Pérou                  | Francisco García Calderón Rey                                                         | J.O.                                |
| CIV             | Genève                 | 16 au 20 janvier 1939                                                           | Suède                  | Rickard Johannes Sandler                                                              | J.O.                                |
| CV              | Genève                 | 22 au 27 mai 1939                                                               | Union soviétique       | Ivan Maïski                                                                           | J.O.                                |
| CVI             | Genève                 | 9 décembre 1939                                                                 | Belgique               | Henry Carton de Wiart                                                                 | J.O.                                |
| CVII            | Genève                 | 14 décembre 1939                                                                | Bolivie                | Adolfo Costa Du Rels                                                                  | J.O.                                |